# Barbara Lynn
Barbara Lynn, född Ozen, senare Cumby, den 16 januari 1942, är en  amerikansk bluesgitarrist och singer-songwriter. Hon är mest känd för sin hitlåt You'll Lose a Good Thing (1962).
Lynns kompositioner har spelats in av artister som Aretha Franklin, Jean Knight, Madness och The Rolling Stones.

### Fotnoter
1. ↑  Du Noyer, Paul (2003). The Illustrated Encyclopedia of Music (1st). Fulham, London: Flame Tree Publishing. sid. 181. ISBN 1-904041-96-5
2. 1 2  ”Barbara Lynn, Allmusic.com”. https://www.allmusic.com/artist/barbara-lynn-mn0000149973/biography. Läst 12 januari 2021.
3. ↑  ”Barbara Lynn, Second Hand Songs.com”. https://secondhandsongs.com/artist/2993/works#nav-entity. Läst 12 januari 2021.